# Laphystia robusta
Laphystia robusta là một loài ruồi trong họ Asilidae. Laphystia robusta được Hermann miêu tả năm 1908. Loài này phân bố ở vùng Tân nhiệt đới.